# Adegem
Adegem is een dorp in de Belgische provincie Oost-Vlaanderen en een deelgemeente van Maldegem. Het ligt in de streek het Meetjesland en was een zelfstandige gemeente tot eind 1976. De plaatselijke benaming luidt Oigem (IPA: [ɔɪɦɛm]).

## Geschiedenis
Adegem is een van de oudste dorpen in Oost-Vlaanderen. Talrijke vindplaatsen uit de prehistorie tonen aan dat Adegem al sinds de bronstijd bewoond was. Dankzij de technologie van luchtfotografie werden er op negentien verschillende plaatsen 42 cirkelvormige structuren gevonden.
Bij archeologische opgravingen in 2017 werden door Monument Vandekerckhove NV in het dorpscentrum van Adegem sporen gevonden van een Romeinse bewoningssite uit het midden van de 2de eeuw n.C. en in 2019-2020 werden daar vlakbij, tussen het dorpscentrum en de Staatsbaan, nog twee Romeinse huisplattegronden en een 20 meter lange plattegrond uit de bronstijd opgegraven door B.A.A.C. Vlaanderen. In 2021 werd door archeologen De Logi & Hoorne vlak naast de huidige Staatsbaan ook een gedeelte van de Antwerpse Heirweg (Oudenburg-Antwerpen) uit de 2e en 3e eeuw na Chr. blootgelegd. In Adegem kruiste deze in de Romeinse tijd met de noord-zuidverbinding Kerkhove-Aardenburg. Daarenboven vond men onder andere al in 1987 resten van midden-Romeinse waterputten in de straat Staalijzer.
In de historische bronnen duikt Adegem voor het eerst op in de « Annales abbatiae Sancti-Petri Blandiniensis » in het jaar 840, onder de naam Addingahem. "Addingahem" zou dan "woonplaats van de clan van Ado" betekenen.
Het maakte in de 9e eeuw deel uit van de « Pagus Rodanensis » (Rodenburg- of Aardenburggouw), evenals de beek Absinthia, de villa facum (Vake, in Maldegem) en Cambingascura (Lapschure). Er was echter pas sprake van een echt dorp rond de 17e en 18e eeuw.
Al sinds ca. 1019 zien we een eerste vermelding van de Sint-Adrianuskerk, wat wijst op een zekere concentratie rondom rond de kerk. Archeologische vondsten geven ons ook bewijs van onder andere een omwalde hoeve in Deisterwal. Daarnaast is de pastorie Tardoes in de Moerwege zeker in gebruik geweest tot het eind van de 16e eeuw, waarna een nieuwe pastorie werd gebouwd, dit keer naast de kerk. Doorheen de middeleeuwen zou "Adegem" gekend zijn als "Ayeghem" in het Middelnederlands. Pas vanaf de 17e eeuw zien we consequent de spelling "Adegem" of "Adeghem" passeren.
Het dorp behoorde tot 1796 tot het ambacht Maldegem, en werd daarna een zelfstandige gemeente. De bijnaam Adegem buiten de wereld werd bedacht in 1858 door August Van Acker, aangaande een legende dat de pestepidemie van 1349 Adegem gespaard zou hebben terwijl de gehele omgeving van het dorp zou zijn ontvolkt.
In 1860 kwam het Schipdonkkanaal gereed, dat tussen Adegem en Balgerhoeke in de bedding van de veel oudere Gentse Lieve gegraven werd. In 1780 werd de weg van Maldegem naar Eeklo gecalseyd.
In december 1867 telde Adegem 3430 inwoners. De industriële bedrijvigheid bestond vooral uit een stokerij, een brouwerij en een drietal windmolens. Adegem bleef lang zijn agrarisch karakter behouden, hoewel de 'vooruitgang' ook hier hard toesloeg en er maar weinig mooie boerderijen overblijven.
Het Schipdonkkanaal maakte dat Adegem in de beide wereldoorlogen in een verdedigingslinie kwam te liggen, waarbij veel schade werd opgelopen. Ook had de bezetter er van 1940-1944 een vliegveld, dat eveneens meermalen gebombardeerd werd.
Tegenwoordig is Adegem bekend als hoofdkwartier van het bedrijf E-Crane, dat uitgebalanceerde vérreikende hijskranen vervaardigt voor de schrootverwerking, het baggerbedrijf en het bulkverladen.
In januari 1977 werd Adegem bij de gemeente Maldegem gevoegd, dit gebeurde in het kader van een grootscheepse fusiegolf die tot doel had de financiële armslag van de gemeenten te vergroten. De regering legde deze fusies van bovenhand op, de bewoners hadden hierin geen inspraak. In Adegem was destijds heel wat protest tegen de aansluiting bij Maldegem.

## Bezienswaardigheden
- De beschermde 13e-eeuwse laatromaanse vieringtoren van de Sint-Adrianuskerk.
- De Adegem Canadian War Cemetery, een militaire begraafplaats uit de Tweede Wereldoorlog waar 848 Canadese, 256 Britse (Gemenebest van Naties) en 33 Poolse soldaten begraven liggen. Een Canadees-Poolse herinneringsplechtigheid vindt jaarlijks plaats op de tweede zondag van september.
- Het Canada War Museum en de tuinen van Adegem. Het museum is een eerbetoon aan de drie divisies Canadese soldaten die in het Meetjesland vochten.

## Natuur en landschap
Adegem ligt in het Meetjesland, op de grens van Zandig Vlaanderen en het Oost-Vlaams poldergebied, op een hoogte van ongeveer 10 meter. Ten zuiden van het dorp vindt men de relatief steile hellingen van de Cuesta Zomergem-Oedelem met hoogten tot 29 meter.
Tot Adegem behoren ook de kernen Kruipuit en Raverschoot.

## Demografische evolutie
Bronnen: NIS, Opm:1831 t/m 1970=volkstellingen; 1976=inwoneraantal op 31 december

## Inwoners van Adegem
- August De Kesel (1874-1955), burgemeester van Adegem
- Leo De Kesel (1903-2001), hulpbisschop van het bisdom Gent
- Daniël Omer De Kesel (1912-1996), pater, uitgever en schrijver van jeugdboeken
- Noël Foré (1932-1994), wielrenner
- Jozef De Kesel (1947), aartsbisschop van Mechelen-Brussel
- Adriaan Van Landschoot (1948-2025), zakenman, muziekproducer en artiestenmanager
- Bob van de Kerckhove, muziekinstrumentenbouwer
- Dieter Staelens, triatleet
- Emiel Verstrynge (2002), veldrijder

## Nabijgelegen kernen
Maldegem, Balgerhoeke, Oostwinkel

## Galerij

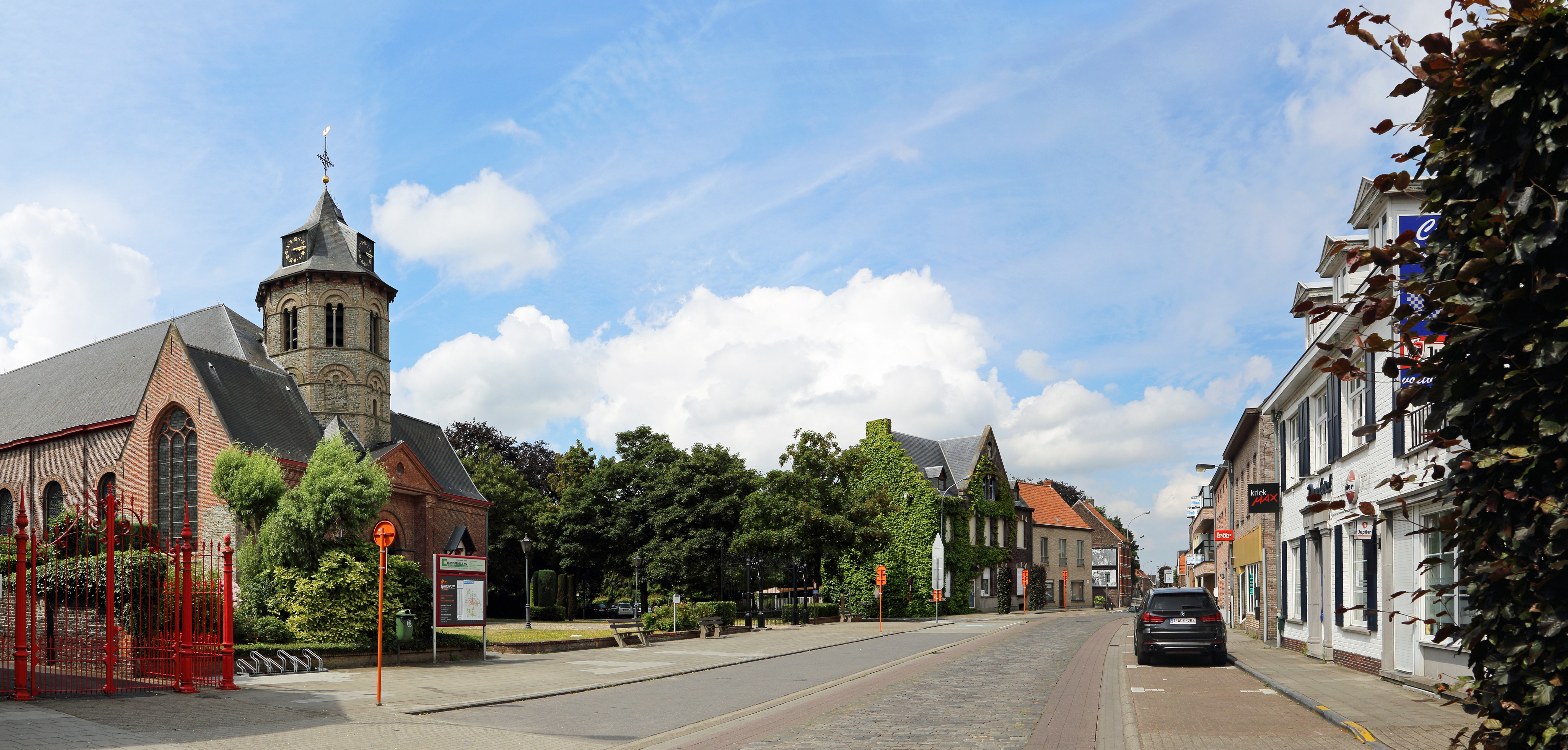
Adegem-Dorp
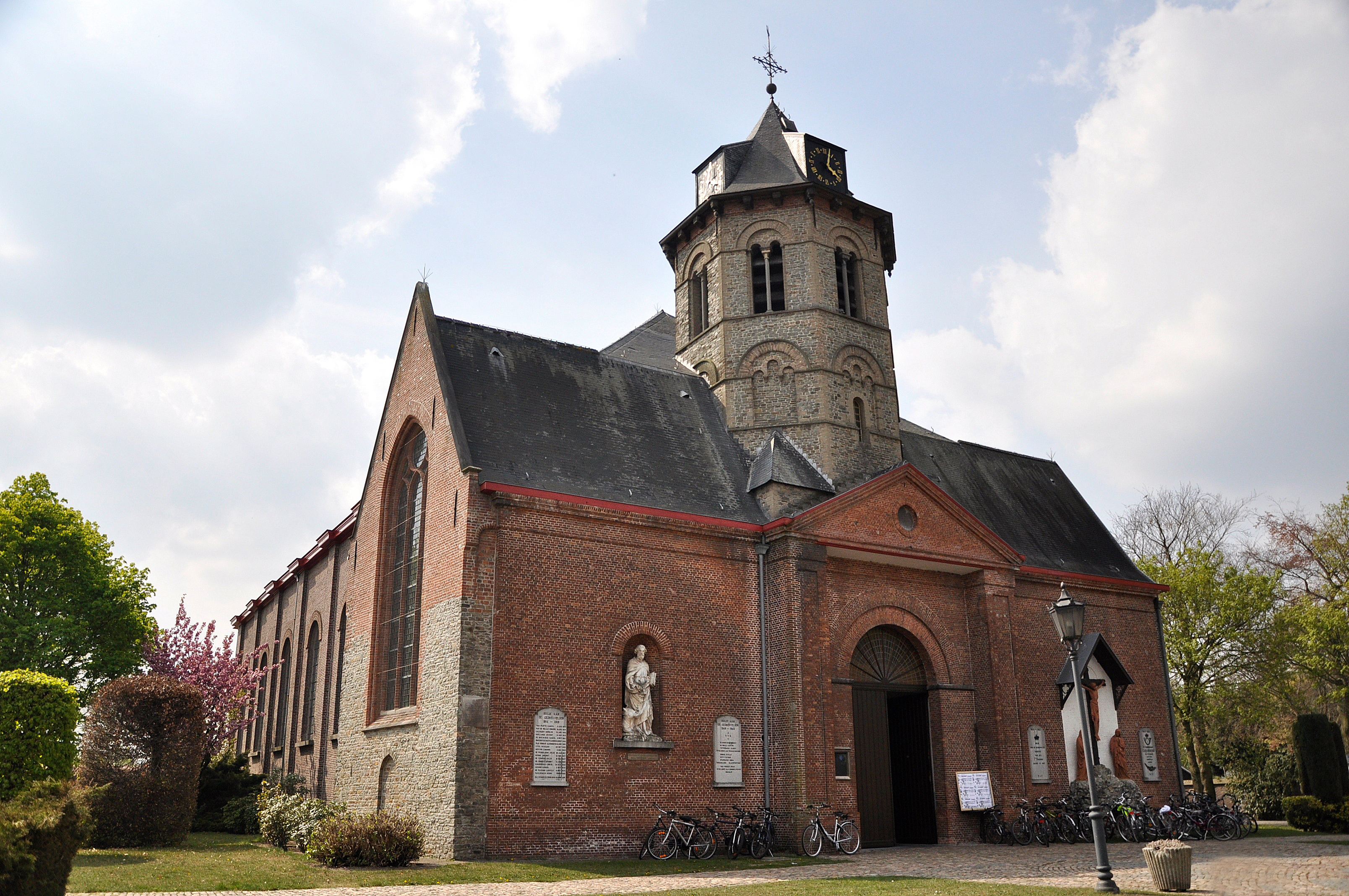
De Sint-Adrianuskerk
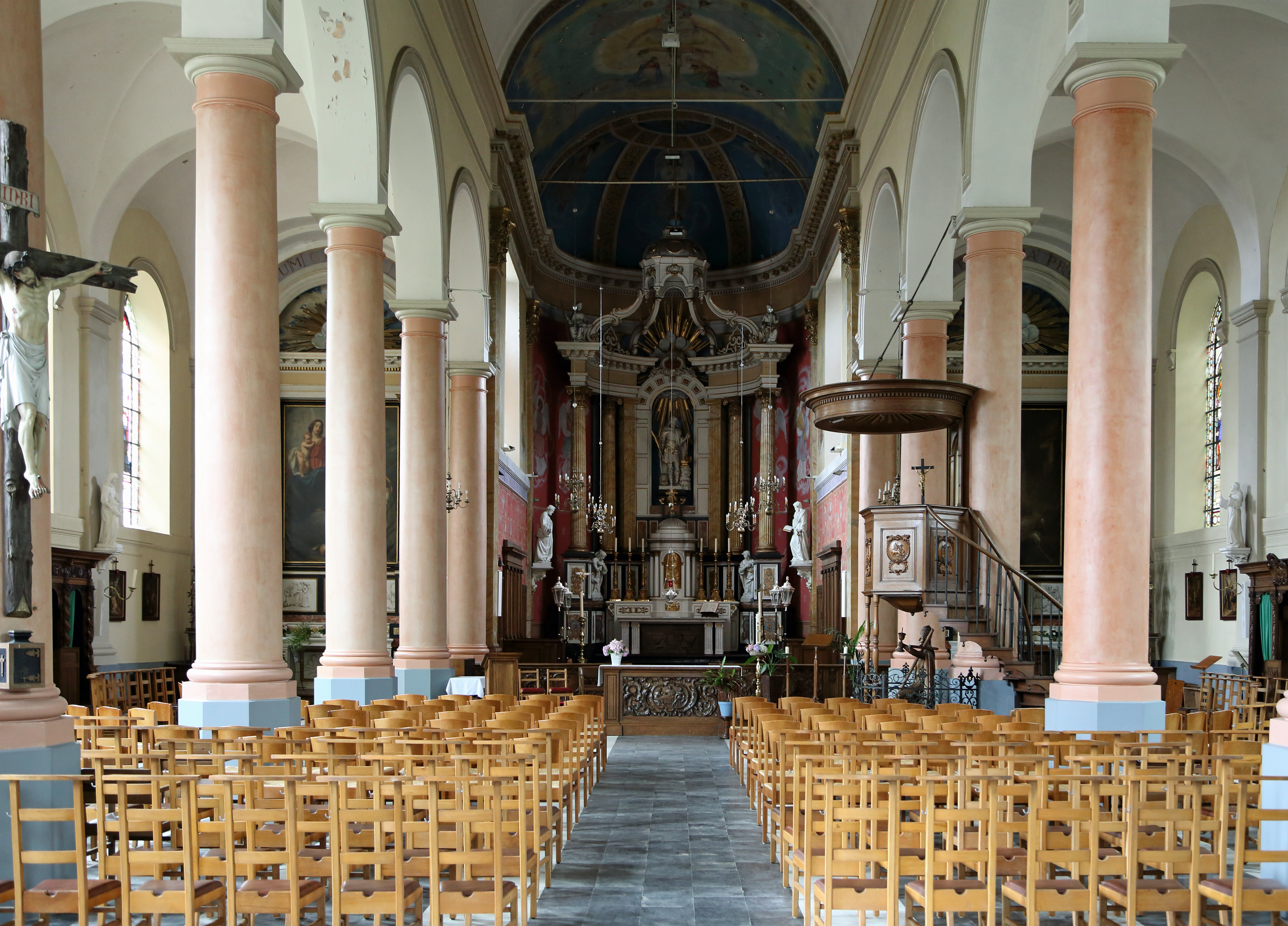
Interieur van de Sint-Adrianuskerk
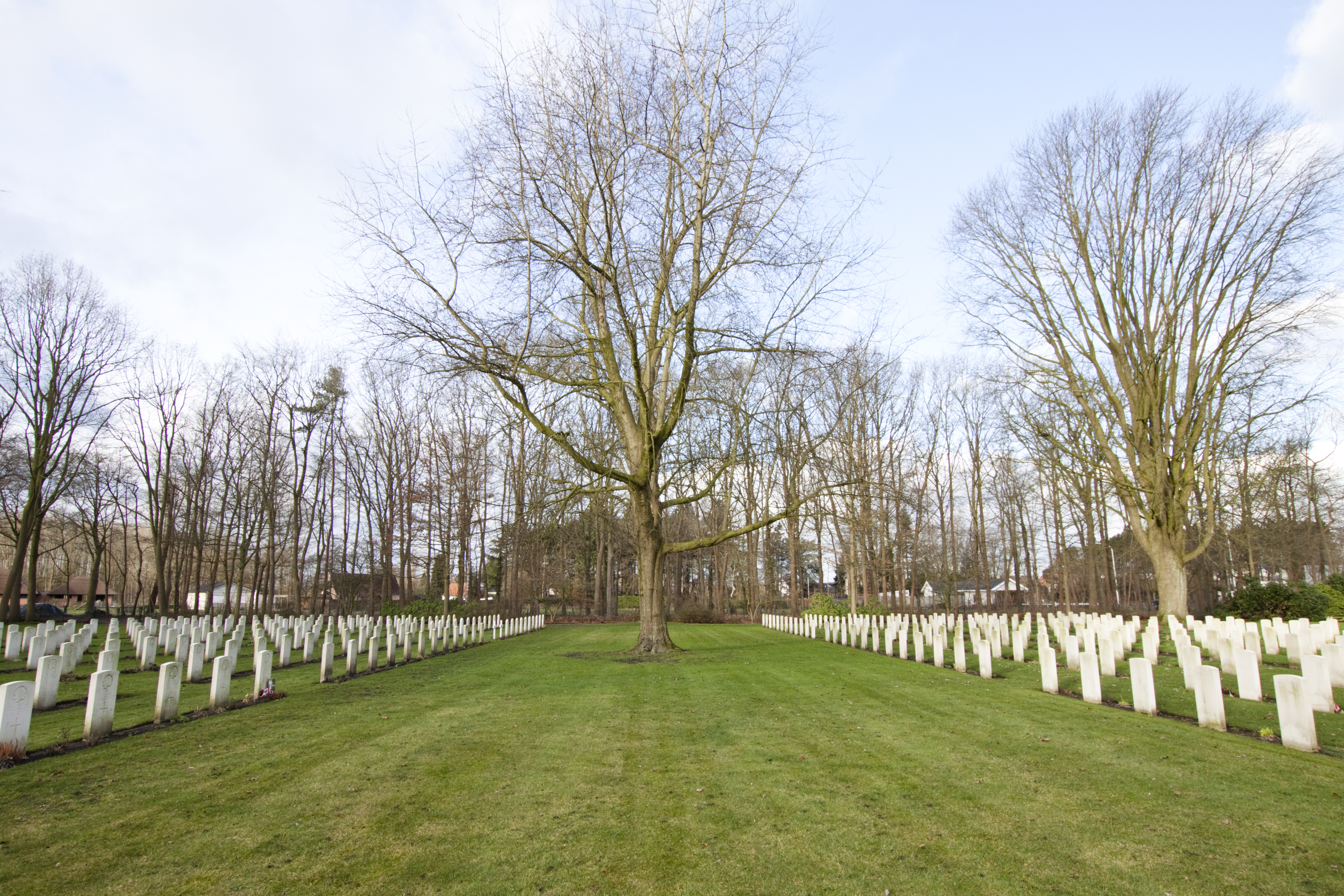
Canadese militaire begraafplaats

Deelgemeenten: Adegem · Maldegem · Middelburg

Overige dorpen en gehuchten: Appelboom · Blakkeveld · Burkel · Donk · Heuledonk · Kattenhoek · Kleit · Kruipuit · Kruisken · Moerhuize · Onderdijke · Strobrugge · Vake · Veldekens · Vossenhol

Belgische gemeenten · Arrondissement Eeklo · Oost-Vlaanderen · Vlaanderen